# Tausend Meilen Staub
Tausend Meilen Staub, auch Cowboys (Originaltitel Rawhide), ist eine von 1959 bis 1966 vom US-amerikanischen Fernsehsender CBS produzierte 217-teilige Westernserie.

## Handlung
Die Serie erzählt die Abenteuer und das damit verbundene beschwerliche Leben von Viehtreibern (Cowboys), die sie auf ihrem Weg von San Antonio (Texas) nach Sedalia (Missouri) durch die US-amerikanischen Steppen erleben, wo die Viehherde an einer Bahnstation der Missouri-Kansas-Texas Railroad-Line zum Weitertransport verladen wird. Die Geschichten sind in der Zeit kurz nach Ende des nordamerikanischen Sezessionskrieges (1861–1865) angesiedelt.
Chef des Trecks ist Gil Favor, ihm zur Seite stehen viele Helfer, darunter sein Vormann, der Hitzkopf Rowdy Yates, der Scout Pete Nolan und der Treck-Koch Wishbone.

## Hintergrund
Tausend Meilen Staub war die am fünftlängsten laufende Westernserie im US-Fernsehen, die nur durch Wagon Train, Die Leute von der Shiloh Ranch, Bonanza und Rauchende Colts überboten wurde. Die Serie machte den Schauspieler Clint Eastwood zum Star, der hier die zweite Hauptrolle spielte.
Das Deutsche Fernsehen strahlte 1965/67 unter dem Titel Cowboys 13 Folgen aus. Die gesamte Serie wurde, bis auf eine Folge, erst von 1991 bis 1994 auf Pro 7 unter dem Titel Tausend Meilen Staub gezeigt.

## Gastdarsteller
DeForest Kelley – Episode 1x07 Incident at Barker Springs
Leonard Nimoy – Episode 3x27 Incident Before Black Pass

## Musik
Die Titelmusik wurde von dem russischstämmigen Dimitri Tiomkin geschrieben, dessen größter Musik-Erfolg der Kinofilm Zwölf Uhr mittags war. Den Text verfasste Ned Washington, und gesungen wurde das Titellied von Frankie Laine. Rawhide erlebte zahlreiche Coverversionen und wurde auch in anderen Filmen eingesetzt, so tragen es die Blues Brothers in Blues Brothers vor, und es dient zur Musikuntermalung in Shrek 2 – Der tollkühne Held kehrt zurück.

## Auszeichnungen
- 1964 – nominiert für den Golden Globe Award als beste Fernsehserie
- 1965 – ein „Eddy“ der American Cinema Editors für den Schnitt an Gene Fowler junior.